# Hugh Stanley White
Pour les articles homonymes, voir White.
Hugh Stanley White (1904-1984) est un auteur de bande dessinée britannique actif de 1929 à 1953. Il a surtout réalisé des bandes dessinées de genre, dont en 1936 la première bande dessinée de science-fiction britannique, Ian on Mu (Ian sur Mu), très inspirée par le comic strip américain Flash Gordon et le film allemand Metropolis.